# Nota di debito
La nota di debito, nel diritto tributario italiano, è il documento emesso da un soggetto passiva IVA quando ha necessità di integrare gli importi esposti in una fattura emessa in precedenza.
Nel caso che successivamente all'emissione o alla registrazione in contabilità della fattura si riscontri un fatto (errore o diverso accordo sopravvenuto, ecc.) che comporti un aumento dell'imponibile o dell'IVA, il cedente o prestatore deve emettere o registrare, secondo le norme usuali, un'apposita fattura integrativa (nota di debito) per il maggior importo da addebitare al cliente.
La nota di debito deve essere emessa qualunque sia la causa della variazione in aumento, e non ha limiti di tempo.
Se la variazione è effettuata oltre il termine della liquidazione periodica relativa alla fattura inesatta, il contribuente potrà evitare l'applicazione delle sanzioni ricorrendo all'istituto del ravvedimento operoso, che consente di sanare l'irregolarità con il versamento di una sanzione amministrativa ridotta.
Come la nota di credito la nota di debito è emessa anche per sanare errori logistici: errata quantità (effettiva vs documentata) o scambio di articoli. Un classico esempio è quando il fornitore ha consegnato più merce o articoli a maggior prezzo rispetto all'ordine cliente ma questo successivamente accetta la differenza (discordanza positiva). Se la fattura non è ancora stata emessa (oppure si possa modificare e non sia ancora stata contabilizzata) e il cliente accetti comunque la differenza, non serve emettere alcuna nota di debito perché basterà citare il DDT corretto o il documento di segnalazione dello scostamento. Infatti, in caso di fatturazione differita da parte del fornitore lo scostamento potrebbe essere documentato e risolto con correzione/integrazione di documento di trasporto o simili (previa comunicazione scritta tra le parti), senza ricorrere alla nota di debito (questo vale nel periodo in cui la fattura non sia ancora stata emessa/registrata). Medesimo impiego nel caso dei servizi anche se in questi casi il ricorso alla nota di debito è raro perché, se le parti si accordano, è sufficiente per il fornitore aggiungere la differenza in una fattura successiva (specie se il servizio è svolto da una persona fisica cioè è un'attività professionale).
Inoltre, la nota di debito si emette a seguito di accertamenti dei contenuti della fattura di origine, la quale presente errori vari relativi ad una base imponibile del prodotto/servizio o dell’imposta, in misura inferiore al dovuto.
Le note di debito devono essere registrate nel registro delle fatture emesse. Le note di debito a differenza delle note di credito sono obbligatorie, in quanto aumentando l'imponibile, aumenta anche l'IVA.
La nota di debito non ha una numerazione specifica e ha denominazione "fattura"; tuttavia nel corpo si deve specificare che si tratta di "nota di debito" con riferimento a "fattura N° ... emessa in data ..." unitamente ad altri dettagli documentali applicabili (ad esempio una bolla entrata merci del cliente che ha rilevato lo scostamento).
Il funzionamento è il medesimo quando il cliente è un privato (persona fisica, fuori da attività professionale).